# تيد غوندرسون
تيد غوندرسون (بالإنجليزية: Ted Gunderson)‏ هو متحر أمريكي، ولد في 7 نوفمبر 1928 في كولورادو سبرينغس في الولايات المتحدة، وتوفي في 31 يوليو 2011 في ممفيس في الولايات المتحدة بسبب سرطان.